# Harrogate

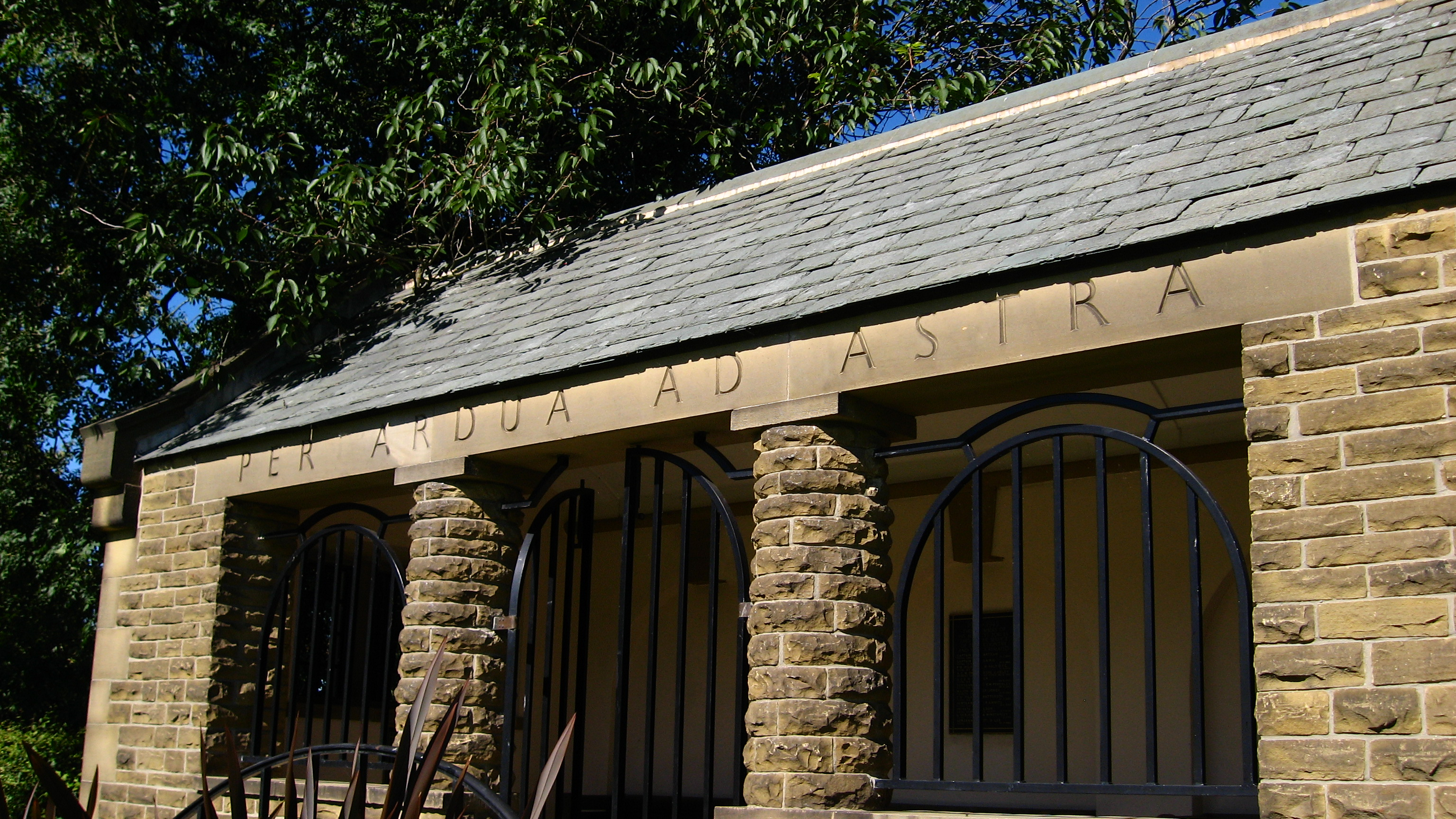
PER ARDUA AD ASTRA, devise gravée à l’entrée de l’abri du cimetière de Stonefall à Harrogate (Yorkshire, Royaume-Uni) dans lequel se trouvent des tombes de plusieurs forces aériennes du Commonwealth, dont la Royal Air Force (RAF).

Harrogate est une ville et une station thermale de Grande-Bretagne, située en Angleterre dans le comté du Yorkshire du Nord.
Le dernier recensement (2001) évalue la population à 75 810 habitants[réf. nécessaire].

## Histoire
C'est en 1596 que le docteur Bright, un médecin, découvre Harrogate et ses nombreuses sources d'eau sulfureuses et ferrugineuses. Son impression fut telle quant à la qualité de ces eaux qu'il n'eut de cesse de les recommander.
Par la suite, la notoriété des sources augmenta à travers toute l'Angleterre, notamment par le biais du roi Georges III en personne qui les présenta au public anglais en 1778.
Sous l'époque victorienne, la ville se développa de façon importante. Les sources attiraient désormais les curistes en masse, nécessitant la construction de luxueux hôtels et de nouvelles infrastructure adaptées. Dans les années 1880, alors que la ville compte 6 800 habitants, ce sont plus de 10 000 visiteurs qui s'y pressent chaque année.
La buvette (« Royal Pump Room »), construite en 1842, et les bains (« Royal Baths Assembly Room »), datant de 1897, formaient le centre de cette ville thermale au temps de sa splendeur, à la fin du XIXe siècle, lorsque 60 000 curistes venaient chaque année « prendre les eaux ». On dénombre 36 sources sur un domaine d'environ un demi-hectare. La plupart d'entre elles produisent une eau sulfureuse.
La ville a accueilli en 1982 le 27e concours Eurovision de la chanson.
Harrogate a accueilli le tour de France 2014, en étant la première destination de son étape inaugurale Leeds-Harrogate.

## La sourceEnglish Spa
L'eau de cette source est puisée à une profondeur de 150 pieds (environ 50 mètres) et est réputée pour son parfait équilibre en sels minéraux, sa faible teneur en sodium et la délicatesse de son goût que les « connaisseurs » qualifient de sucrée[réf. nécessaire]. Une eau minérale est tirée de cette source.

## Patrimoine
- Rudding Park

## Jumelages
Harrogate est jumelée avec:
- Bagnères-de-Luchon, France (depuis 1952), le jumelage était un peu tombé en désuétude mais a été réactivé depuis 2009.
- Barrie, Canada (depuis 2013)[3]
- Harrogate, Tennessee, Etats Unis
- Montecatini Terme, Italie (depuis 1962)
- Wellington, Nouvelle Zélande

## Personnalité liée à l'histoire de la cité
- Marie de Grèce
- Mik Kaminski du groupe Electric Light Orchestra

## Lieu d'intérêt
- Brimham Rocks
- Bettys tea rooms
- Harrogate pier
- Almscliffe crag
- Turkish baths